# オールド・ウェルシュ・グレイ
オールド・ウェルシュ・グレイ（英：Old Welsh Grey）とは、イギリスのウェールズ原産の牧羊犬種である。かなり古くからある犬種の一つで、ビアデッド・コリーやあまり知名度の無いパタゴニアン・シープドッグの原種でもある。

## 歴史
一説によると紀元前1000年ごろから犬種として存在していたのではないかとも言われている古代犬種である。昔から専らの作業犬として使われ、羊の誘導に使われていた。能力重視のブリーディングが行われていたためあまり見た目は可憐ではなく、ドッグショーの世界からは完全に無視されていた。後に本種はさまざまな地域に渡り、スコットランドへ渡ったものは牧牛犬種のビアーデッド・コリーになり、移民と共にアルゼンチンのパタゴニアに渡ったものはパタゴニアン・シープドッグになった。
本種の存亡は明らかではないが、生き残っていたとしてもあと5～10頭が作業犬として使われている程度であると見られており、21世紀中に絶滅する可能性は非常に高い。外部の人の目に全くつかないため、既に絶滅してしまったとも言われている。

## 特徴
ぼさぼさした剛毛のシャギーコート（むく毛）が全身を覆っている。唯一コートが短い場所は人でいう肘から手首に当たる部分である。毛色は主に耳とサドル（背中）の部分がブラック若しくはタンで、その他の部分がグレーであるが、バリエーションも多い。耳は立ち耳で、尾はふさふさした垂れ尾である。見た目に寄らず走るのが速く、身軽であると言われている。体高43～46cm、体重16～18kgの中型犬で、性格は仕事熱心で従順。

## 参考
- デズモンド・モリス 著、福山英也、大木卓 訳『デズモンド・モリスの犬種事典 : 1000種類を越える犬たちが勢揃いした究極の研究書』誠文堂新光社、2007年7月24日。ISBN 978-4-416-70729-6。